# Општина Мартиниш (Харгита)
Мартиниш (рум. Mărtiniş) општина је у Румунији у округу Харгита.
Oпштина се налази на надморској висини од 501 m.